# Ruger SR1911
Ruger SR1911 — самозарядный пистолет на базе конструкции M1911, производится Sturm, Ruger & Co.

## Дизайн
В общих чертах, Ruger SR1911 наследует конструкцию прототипа. Как и оригинал, оружие оснащено ударно-спусковым механизмом одинарного действия, рукояточным и рычажными предохранителями, разобщителем, затворной задержкой и имеет возможность полувзвода. В отличие от других современных пистолетов на базе 1911, в Ruger SR1911 нет блокировки ударника и спускового крючка. Вместо этого, используется усиленная пружина ударника, увеличивающая усилие спуска для защиты от случайных выстрелов.
По сравнению с оригинальным M1911, пистолет Ruger имеет более крупное отверстие экстрактора, увеличенную кнопку сброса магазина и специальное отверстие для визуального контроля наличия патрона в патроннике.
Также, по утверждению производителя, ствол, затвор и ряд других деталей для каждого отдельного пистолета производятся на одном и том же станке, из одного бруска нержавеющей стали, что позволяет обеспечить максимально однородное качество и минимальные допуски.

## Варианты
- SR1911;
- SR1911 Commander (SR1911CMD);
- SR1911 Lightweight Commander (SR1911LWCMD).